# Golden Valley (Minnesota)
Golden Valley egy város Minnesota állam Hennepin megyéjében az Amerikai Egyesült Államokban. Minneapolis egyik elővárosa. A 2010-es népszámláláson a város népessége 20,371 fő volt.

## Népesség
| 2010 | 20 371 |
| 2020 | 22 552 |

## Történelem
A csipéva és a sziú törzseknek voltak a Medicine Lake közelében táborai. Az első telepesek az 1850-es évek elején érkeztek a terület. Golden Valley 1886. december 17-én lett város. A huszadik század elején mezőgazdász közösség volt.

## Földrajza
A város teljes területe 27.32 km2, amelyből 0.91 km2 víz.
A 45. északi szélességi kör áthalad a városon.
A környék legnagyobb útjai az Interstate 394, a U.S. Highway 169, a Minnesota State Highway 55 és 100.

## Gazdaság

### Fő munkáltatók
| #  | Munkáltatók              | Dolgozók száma |
| -- | ------------------------ | -------------- |
| 1  | General Mills            | 5,500          |
| 2  | Allianz Life             | 2,047          |
| 3  | OptumHealth              | 1,764          |
| 4  | Honeywell                | 1,732          |
| 5  | Mortenson Construction   | 798            |
| 6  | Tennant                  | 700            |
| 7  | Courage Center           | 455            |
| 8  | McKesson                 | 380            |
| 9  | Breck School             | 300            |
| 10 | Lupient Automotive Group | 300            |

A Minnesota United FC székhelye is itt található.

## Politika
Minnesota 5. kongresszusi kerületének része. A Képviselőházban Ilhan Omar (Demokrata Párt) képviseli a kerületet. Az állam szenátorai Amy Klobuchar és Tina Smith a 117. kongresszusban.

## Fontos személyek
- Tom Barnard – a KQRS Radio Morning Show műsorvezetője
- Scott Z. Burns – forgatókönyvíró, producer, rendező
- David King – A The Bad Plus és a Happy Apple dobosa
- Jordan Leopold – jégkorongozó, az olimpiai válogatott és a Minnesota Wild játékosa
- Trent Lockett – kosárlabdázó
- Kelly Lynch – színésznő
- Lynne Osterman – törvényhozó
- Aaron Sele – korábbi MLB játékos
- Craig Taborn – dzsessz-zongoraművész